# Original Verlag
Der Original Verlag ist ein deutscher Kunstbuchverlag mit Sitz in Düsseldorf.

## Verlagsprogramm
Gegründet wurde der Verlag 2018 mit Publikationen zu den Themen Kunst, Architektur und Fotografie. Ausstellungskataloge und Künstlerbücher gehören genauso zum Programm wie Editionen, die in Zusammenarbeit mit Künstlern wie Renata Jaworska und Marcus Schwier entstehen. Die Editionen beinhalten Originalarbeiten, die nummeriert, signiert und in limitierter Auflage erscheinen.